# Třída Cagni
Třída Cagni byla třída oceánských ponorek italského královského námořnictva. Celkem byly postaveny čtyři jednotky této třídy. Ve službě v italském námořnictvu byly v letech 1941–1948. Účastnily se bojů druhé světové války. Tři byly ve válce ztraceny.

## Stavba
Ponorky byly vyvinuty pro dálkové operace proti nepřátelským obchodním trasám. Proto měly velký dosah a torpédomety neobvyklé ráže 450 mm, což umožňovalo zvětšit jak jejich počet, tak počet nesených torpéd. Proti obchodním lodím byly stále považovány za dostatečně účinné. Ponorky postavila italská loděnice Cantieri Riuniti dell'Adriatico (CRDA) v Monfalcone. Před dokončením dostaly menší velitelskou věž. Do služby byly přijaty roku 1941.
Jednotky třídy Cagni:
| Jméno                 | Založení kýlu | Spuštěna          | Vstup do služby | Poznámky |
| --------------------- | ------------- | ----------------- | --------------- | --- |
| Ammiraglio Cagni      | 1939          | 20. července 1940 | duben 1941      | Po italské kapitulaci se vzdala Spojencům, v letech 1943–1944 využívána k výcviku. Vyřazena 1948.                        |
| Ammiraglio Caracciolo | 1939          | 16. října 1940    | červen 1941     | Dne 11. prosince 1941 poblíž Bardie poškozena britským eskortním torpédoborcem HMS Farndale a potopena vlastní posádkou. |
| Ammiraglio Millo      | 1939          | 31. srpna 1940    | květen 1941     | Dne 14. března 1942 v Jónském moři potopena britskou ponorkou HMS Ultimatum.                                             |
| Ammiraglio Saint-Bon  | 1939          | 6. června 1940    | březen 1941     | Dne 5. ledna 1942 severně od Sicílie potopena britskou ponorkou HMS Upholder.                                            |

## Konstrukce
Ponorky nesly osm příďových a šest záďových 450mm torpédomety se zásobou 36 torpéd. Dále nesly dva 100mm kanóny a čtyři 13,2mm kulomety. Pohonný systém tvořily dva diesely CRDA o výkonu 4370 bhp a dva elektromotory CRDA o výkonu 1800 bhp, pohánějící dva lodní šrouby. Nejvyšší rychlost dosahovala 17 uzlů na hladině a 8,5 uzlu pod hladinou. Dosah byl 13 500 námořních mil při rychlosti 9 uzlů na hladině a 107 námořních mil při rychlosti 3,5 uzly pod hladinou. Operační hloubka ponoru dosahovala 100 metrů.